# Gare de Landivisiau
La gare de Landivisiau est une gare ferroviaire française de la ligne de Paris-Montparnasse à Brest, située sur le territoire de la commune de Landivisiau, dans le département du Finistère, en région Bretagne.
Elle est mise en service en 1865 par la Compagnie des chemins de fer de l'Ouest.
C'est une gare de la Société nationale des chemins de fer français (SNCF) desservie par des trains express régionaux TER Bretagne circulant entre Brest et Morlaix.

## Situation ferroviaire
Établie à 53 mètres d'altitude, la gare de Landivisiau est située au point kilométrique (PK) 589,996 de la ligne de Paris-Montparnasse à Brest, entre les gares de Guimiliau et de La Roche-Maurice.

## Histoire
La station de Landivisiau est mise en service le 26 avril 1865 par la Compagnie des chemins de fer de l'Ouest, lorsqu'elle ouvre à l'exploitation la section de Guingamp à Brest de sa ligne de Rennes à Brest.

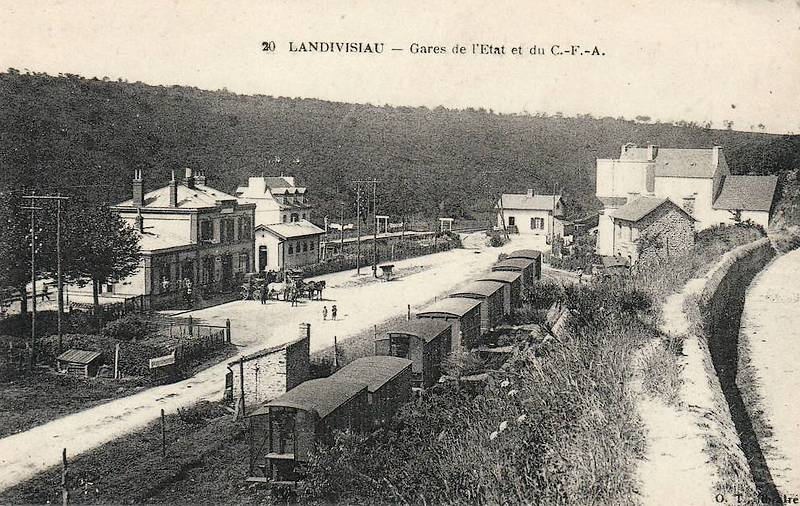
Gares grande ligne et chemin de fer économique en 1905.

## Fréquentation
De 2015 à 2023, selon les estimations de la SNCF, la fréquentation annuelle de la gare s'élève aux nombres indiqués dans le tableau ci-dessous.
| Année                      | 2015    | 2016    | 2017    | 2018    | 2019    | 2020    | 2021    | 2022    | 2023    |
| -------------------------- | ------- | ------- | ------- | ------- | ------- | ------- | ------- | ------- | ------- |
| Voyageurs                  | 132 611 | 124 252 | 125 142 | 128 925 | 151 351 | 113 857 | 142 570 | 205 452 | 225 533 |
| Voyageurs et non voyageurs | 165 764 | 155 315 | 156 427 | 161 156 | 189 189 | 142 321 | 178 212 | 256 816 | 281 917 |

## Service des voyageurs

### Accueil
Gare SNCF, elle disposait d'un bâtiment voyageurs avec guichets ouverts tous les jours. Ce dernier a été démoli en avril 2019 pour être remplacé par une structure autonome à guichets automatiques

### Desserte
Landivisiau est desservie par des trains TER Bretagne qui circulent entre les gares de Brest et de Morlaix. 
La gare est également desservie par la navette de la ville et les lignes 80a et 80B du réseau BreizhGo (réseau public de la région).

Installations de la gare
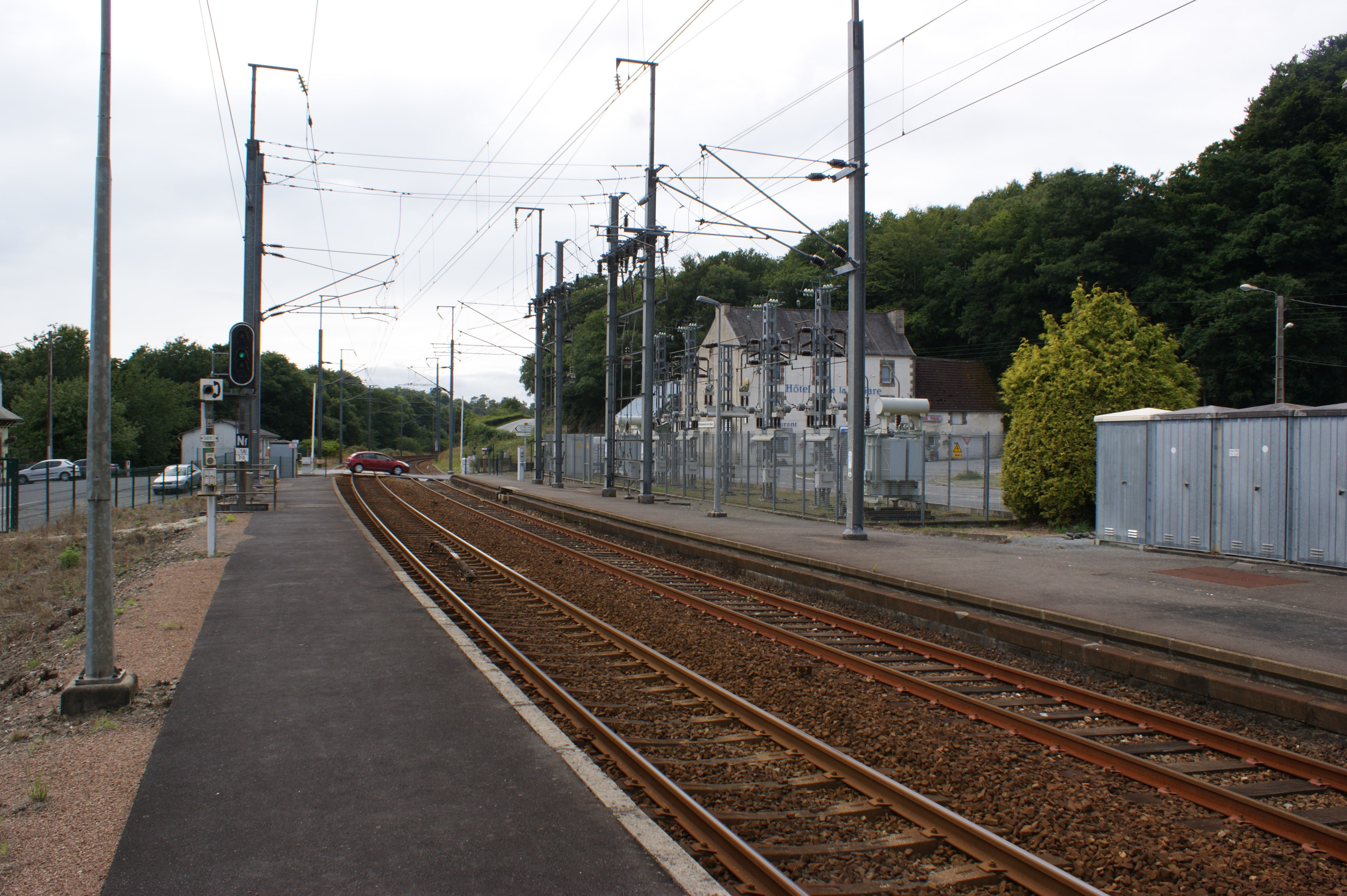
Voies et quais en direction de Brest.
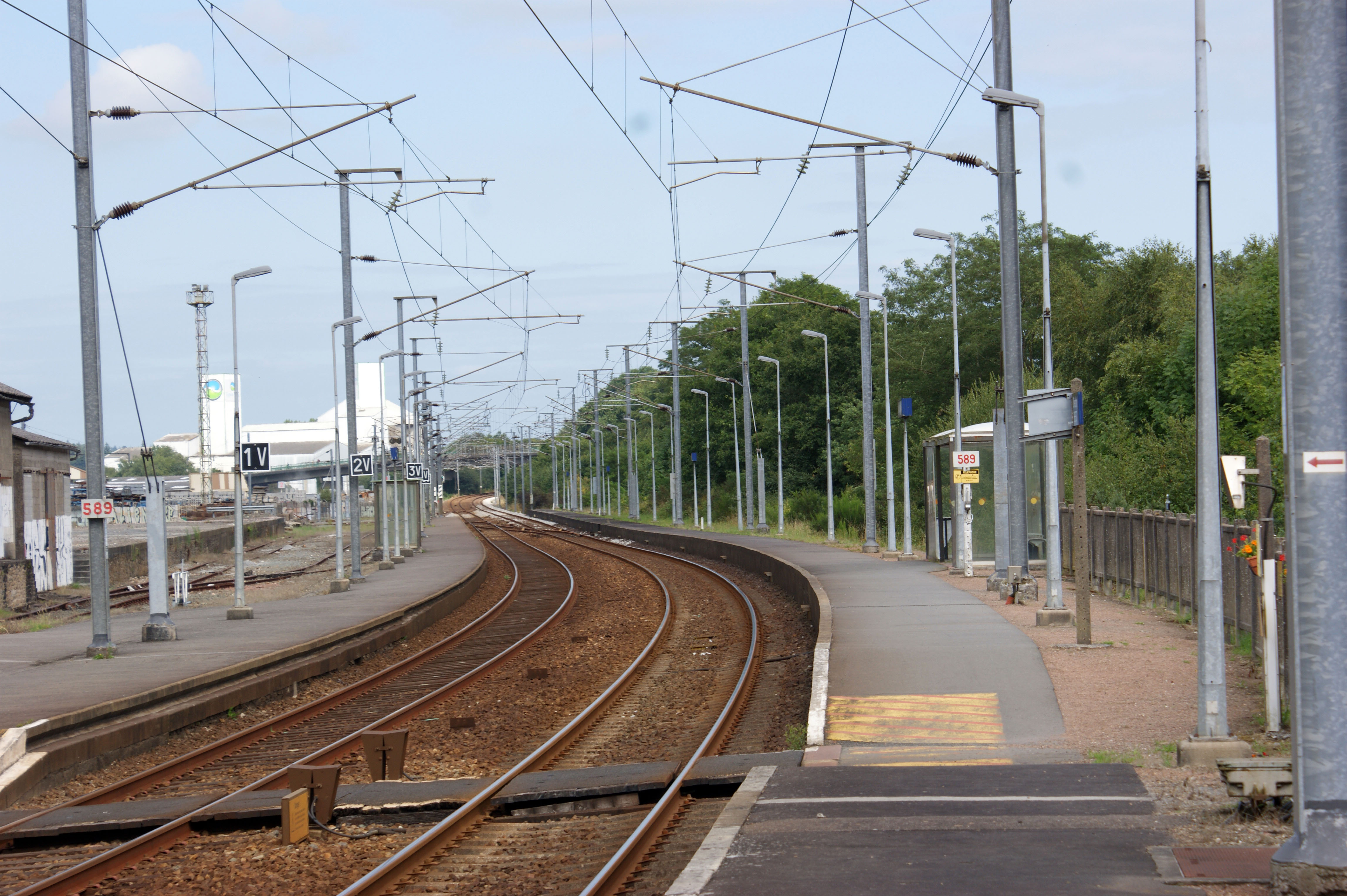
Voies et quais en direction de Rennes.
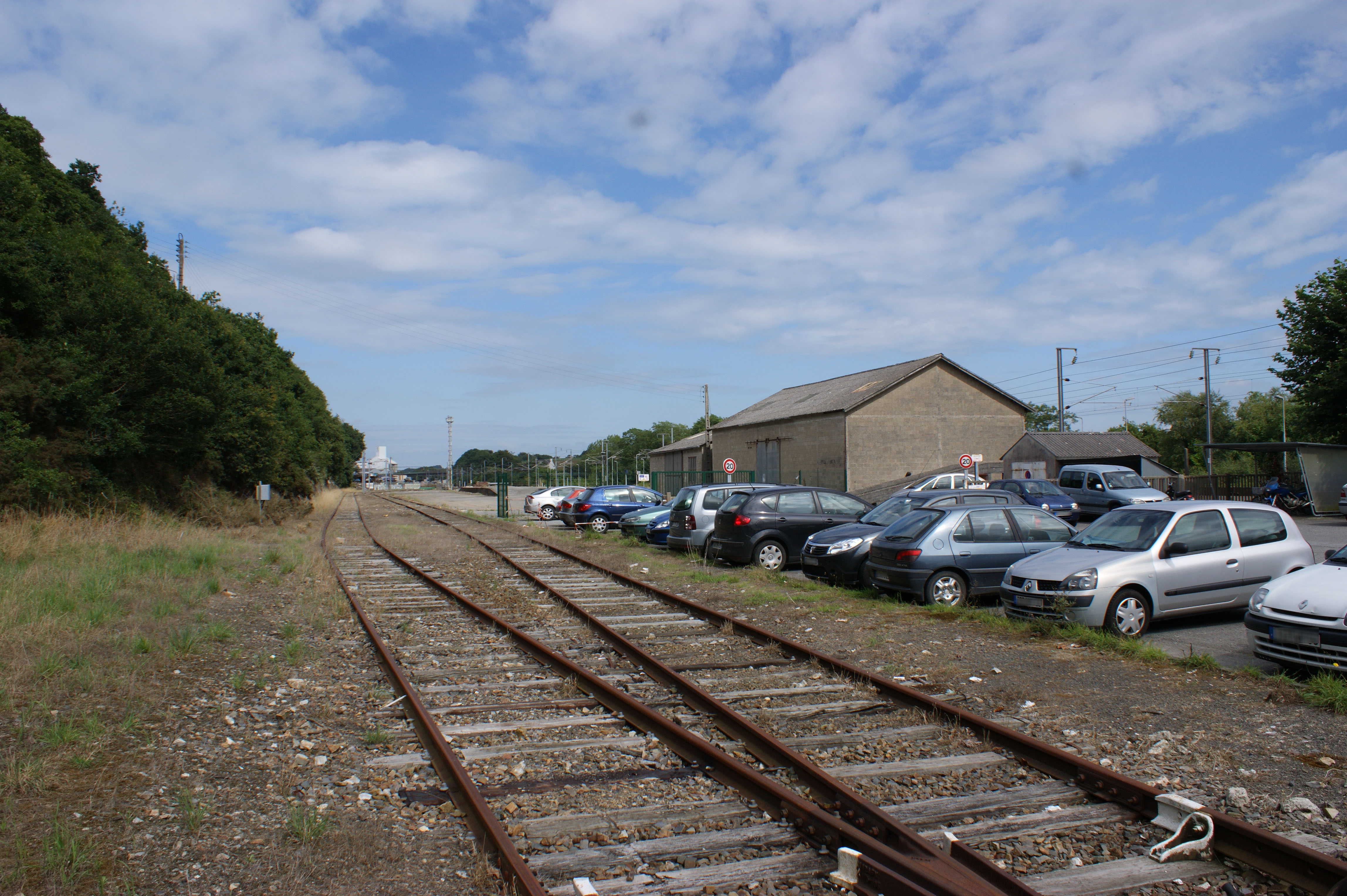
Voies de service et halle à marchandises.

## Patrimoine ferroviaire
Le bâtiment voyageurs, ouvert en 1865 par la Compagnie des chemins de fer de l'Ouest, est détruit en avril 2019.